# Rodolfo Montoya
Rodolfo Montoya Villegas (Iztapalapa, 19 de noviembre de 1954) es un exfutbolista mexicano que se desempeñó en la posición de extremo y mediapunta.
Inició su carrera con los Tigres de la UANL y formó parte del equipo que ascendió a Primera División en 1974. En 1975 el Cruz Azul obtuvo su pase tras dos temporadas en San Nicolás de los Garza. Montoya se convirtió en un ícono del club, siendo parte fundamental de los equipos que lograron el bicampeonato del fútbol mexicano en 1979 y 1980. Su legado incluye actuaciones memorables, como su contribución decisiva en la final de 1980, donde anotó tres goles (dos de tiro libre y uno en tiro libre indirecto) ante los Tigres, en la serie que finalizó con 4-3 en favor del club celeste.
Con un breve paso en León, en 1983 firma con Atlante, donde obtuvo la Copa de Campeones 1983. Pasó los últimos años de su carrera entre los equipos de Neza y Puebla.
Destacado por su gran velocidad, su inteligencia nata y su potente disparo de media y larga distancia, en la temporada 1978-79 llegó al punto más alto de su carrera, tras ser dejado fuera del mundial de Argentina, finalizó el año deportivo como el segundo mexicano más goleador con 21 anotaciones debajo de Hugo Sánchez, quien resultó goleador del torneo con 26 goles, junto al brasileño Cabinho. De igual forma, su actuación en la final del campeonato 1979-80 lo convierte, hasta ahora, en el único jugador celeste en anotar un tres goles en una serie por el título.

## Biografía

### Orígenes
Crecido en la colonia 20 de noviembre de la Ciudad de México, la situación económica de su familia cambió drásticamente tras la muerte de su padre en un accidente de tráfico, quien trabajaba como chofer de tráiler. Debido a ello, tuvo que abandonar la escuela después de terminar la primaria y empezar a trabajar en la herrería de su tío. Aunque su tiempo libre lo dedicaba al fútbol y al ejercicio, a los 15 años conoció al doctor Rafael Martínez Bobadilla del equipo Atlante, quien lo motivó a participar en un torneo de la Central de Reservas, donde fue descubierto por los Tigres de la UANL.
Su adolescencia estuvo aquejada por su necesidad de realizar actividades de adulto, y la toma de decisiones importantes lo llevaron a adentrarse en el mundo del alcoholismo, situación que lo acompañó durante el resto de su carrera. Con 15 años fue seleccionado para jugar el torneo de reservas, y tras destacar entre un gran número de jóvenes, fue ingresado al primer equipo de Tigres en 1973. Sin embargo, para consumar su pase debía trasladar su residencia al norte del país, cosa que su madre no aprobó, puesto que no tenían los medios para realizarlo y su hermana, que trabajaba en el sector de la salud pública, se quedaría sola en la ciudad. Luego de pensarlo varios días, Montoya juntó lo suficiente para el pasaje y partió rumbo a Nuevo León, sin avisar a nadie hasta su arribo.
Con 19 años de edad, comenzó a destacar en la segunda categoría del país, y consiguió el ascenso con el equipo esa temporada ante los Leones Negros de la UdeG, con un triunfo en el juego de ida 3-0 y la posterior derrota 2-0 en el estadio Jalisco en el recordado "Juego de Terror", donde la atmósfera del encuentro y la presión ejercida por la afición local fue determinante para ascender con apenas la mínima diferencia. Luego de su campaña debut en el máximo circuito y estando en pretemporada para el torneo siguiente, Montoya fue notificado que Cruz Azul había adquirido su pase, y tenía que partir de regreso a su natal Ciudad de México.

### Cruz Azul
La figura de Montoya destacó de inmediato gracias a sus grandes dotes ofensivos. Su llegada al equipo en 1975 se dio en primera instancia para secundar a Fernando Bustos, quien se acercaba a su retiro, pero comenzó a tomar un rol prótagonico como recambio. Anotó su primer gol el 7 de septiembre al minuto 24 en el triunfo 4-1 ante Zacatepec en la Copa, mientras que su segunda anotación caería ante el mismo equipo en la quinta jornada el 18 de septiembre. Hizo su debut en Liga el 2 de noviembre en la derrota 1-0 ante Atlético Potosino bajo las órdenes de José Moncebáez.
Su primer gran año llegaría en 1977, donde anotó 10 goles en la temporada regular y uno más en los play-off al título.
Exclusión del Mundial 78
Siendo ya un portento de jugador, de clase excepcional, muy inteligente y sobre todo goleador, Montoya formó parte de diversas convocatorias de la selección de México en el proceso de José Antonio Roca rumbo a la Copa Mundial de 1978, aunque en su mayoría estuvo resignado al baquillo o la tribuna. Hizo su debut internacional el 17 de mayo de 1977 ante el Perú, partido que terminaría en empate para la "tricolor" con 1-1 en el marcador.
Aunque su participación en el mundial era comentario obligado, dado que el puesto de extremo derecho no estaba tan claro como el izquierdo para Sánchez, cuando se entregaron los sobres con sus pases de concentración previo al viaje a la Argentina, el de Montoya (que tenía su nombre escrito) fue entregado a Mario Medina, situación que fue informada a Montoya por el entonces jugador de Toluca. Tiempo después, se supo que un federativo lo había dejado fuera de la lista y, de igual forma, que el entrenador Roca se desentendió de la situación.
Disputó su segundo y último partido con la selección el 11 de abril de 1978 en la derrota 1-0 ante Perú.
En 1979, con el sueño mundialista terminado, Montoya completó el mejor torneo de su carrera como el sexto máximo goleador de la campaña con 20 anotaciones y uno más en los play-off. El 31 de marzo de ese año, marcó los tres goles "celestes" en el triunfo 3-1 sobre el Club América, que tenía en el arco a Héctor Miguel Zelada, convirtiéndose en el primer y hasta ahora único jugador de Cruz Azul en hacerle tal cantidad de goles en un solo partido a los de amarillo. Obtuvo el título del fútbol mexicano con el equipo tras vencer en la final 2-0 a los Pumas de la UNAM.
Cruz Azul vs. Tigres 1980
En 1980 pese a tener una discreta temporada en el plano individual (comparada a los números que obtuvo durante la campaña anterior), el equipo alcanzó de nueva cuenta la final del torneo, en esta ocasión ante los Tigres de la UANL, club que vio nacer como futbolista a Montoya.
En el encuentro de ida disputado en El Volcán, Cruz Azul derrotó a los universitarios con 1-0 en el marcador a cuenta de Montoya, quien venció con un tiro libre la meta de Pilar Reyes. Para la vuelta en el estadio Azteca, se celebró un duelo no apto para cardiacos que terminó en empate a tres goles, dos más a la cuenta de Rodolfo (otro de tiro libre), y en el que, casi al final del encuentro, el guardameta Reyes de los Tigres fue habilitado como delantero, estando cerca de anotar el gol que le hubiera dado el empate a los Tigres, y el alargue al partido. En el último suspiro del duelo, Tomás Boy tuvo el gol que dejaba todo igualado, tras quedar mano a mano ante Miguel Marín en el área chica, pero el guardameta argentino salvó lo que era un gol cantado, con lo que se coronaban campeones por séptima ocasión en la historia del club, segundo y último título de Montoya en el fútbol mexicano, que también fue elegido el mejor jugador de la serie y quedó grabado como un referente en la historia de la institución celeste.

### Últimos años
Permaneció un par de campañas más con Cruz Azul, resultando con el segundo puesto del campeonato en 1981. En 1982 ficha con el Club León donde se mantuvo un año, disputó 28 partidos y marcó en cuatro ocasiones. Al año siguiente, a petición de Ignacio Trelles, llega al conjunto del Atlante, con el cual resultó campeón de la Copa de Campeones ante el equipo de Robinhood de Surinam. El 22 de enero de 1984 hubo empate a uno en Paramaribo, mientras que el 1 de febrero, los atlantistas derrotaron cómodamente a su contrincante con marcador 5-0, con lo que se hacían con el primer título internacional de la institución, siendo este el último en la carrera de Montoya.
Su último año a un nivel superlativo lo tuvo en 1985, donde finalizó el torneo nuevamente como el sexto máximo goleador, en esta ocasión, con 16 anotaciones en su cuenta. A mediados de ese año refuerza a Neza, completando 22 partidos y cuatro goles. Su última campaña como profesional la disputó con el Club Puebla, anotando su último gol el 31 de agosto de 1986 ante la Universidad Nacional. Se retiró al final de la campaña, luego de 14 años como profesional y dejando una huella importante en el fútbol mexicano.
En 2007 incursionó como auxiliar técnico del equipo de Alebrijes de Oaxaca en la segunda categoría y para el 2008 asumió el cargo de entrenador del club durante un año. Durante el 2009 dirigió también al Club Sporting Canamy. Entre 2022 y 2023 fue asistente técnico en el Huracanes Izcalli.

## Estadísticas

### Clubes
| Club                 | Temporada     | Div.          | Liga  | Liga  | Copas | Copas | Internacional | Internacional | Total | Total | Prom. |
| Club                 | Temporada     | Div.          | Part. | Goles | Part. | Goles | Part.         | Goles         | Part. | Goles | Prom. |
| -------------------- | ------------- | ------------- | ----- | ----- | ----- | ----- | ------------- | ------------- | ----- | ----- | ----- |
| Tigres UANL · México | 1973-74       | 2.ª           | 33    | 17    | —     | —     | —             | —             | 33    | 17    | 0.52  |
| Tigres UANL · México | 1974-75       | 1.ª           | 29    | 6     | —     | —     | —             | —             | 29    | 6     | 0.21  |
| Tigres UANL · México | Total club    | Total club    | 62    | 23    | 0     | 0     | 0             | 0             | 62    | 23    | 0.37  |
| Cruz Azul · México   | 1975-76       | 1.ª           | 31    | 7     | 6     | 2     | —             | —             | 37    | 9     | 0.24  |
| Cruz Azul · México   | 1976-77       | 1.ª           | 37    | 11    | —     | —     | —             | —             | 37    | 11    | 0.30  |
| Cruz Azul · México   | 1977-78       | 1.ª           | 28    | 9     | —     | —     | —             | —             | 28    | 9     | 0.32  |
| Cruz Azul · México   | 1978-79       | 1.ª           | 39    | 21    | —     | —     | —             | —             | 39    | 21    | 0.54  |
| Cruz Azul · México   | 1979-80       | 1.ª           | 31    | 5     | —     | —     | —             | —             | 31    | 5     | 0.16  |
| Cruz Azul · México   | 1980-81       | 1.ª           | 30    | 2     | —     | —     | 3             | —             | 33    | 2     | 0.06  |
| Cruz Azul · México   | 1981-82       | 1.ª           | 3     | —     | —     | —     | —             | —             | 3     | 0     | 0.00  |
| Cruz Azul · México   | Total club    | Total club    | 199   | 55    | 6     | 2     | 3             | 0             | 208   | 57    | 0.27  |
| Club León · México   | 1982-83       | 1.ª           | 28    | 4     | —     | —     | —             | —             | 28    | 4     | 0.14  |
| Club León · México   | Total club    | Total club    | 28    | 4     | 0     | 0     | 0             | 0             | 28    | 4     | 0.14  |
| Atlante · México     | 1983-84       | 1.ª           | 23    | 7     | —     | —     | 4             | —             | 27    | 7     | 0.26  |
| Atlante · México     | 1984-85       | 1.ª           | 35    | 16    | —     | —     | —             | —             | 35    | 16    | 0.46  |
| Atlante · México     | Total club    | Total club    | 58    | 23    | 0     | 0     | 4             | 0             | 62    | 23    | 0.37  |
| Club Neza · México   | 1985-86       | 1.ª           | 22    | 4     | —     | —     | —             | —             | 22    | 4     | 0.18  |
| Club Neza · México   | Total club    | Total club    | 22    | 4     | 0     | 0     | 0             | 0             | 22    | 4     | 0.18  |
| Club Puebla · México | 1986-87       | 1.ª           | 18    | 1     | —     | —     | —             | —             | 18    | 1     | 0.06  |
| Club Puebla · México | Total club    | Total club    | 18    | 1     | 0     | 0     | 0             | 0             | 18    | 1     | 0.14  |
| Total carrera        | Total carrera | Total carrera | 387   | 106   | 6     | 2     | 7             | 0             | 400   | 108   | 0.27  |

### Selección
| Año             | Partidos | Goles |
| --------------- | -------- | ----- |
| 1977            | 1        | 0     |
| 1978            | 1        | 0     |
| Total selección | 2        | 0     |

### Anotaciones destacadas
| N.º | Fecha               | Estadio                  | Partido                              | Goles | Resultado | Competición                        |
| --- | ------------------- | ------------------------ | ------------------------------------ | ----- | --------- | ---------------------------------- |
| 1   | 31 de marzo de 1979 | Azteca, Ciudad de México | Cruz Azul - América                  |       | 3 - 1     | Primera División de México 1978-79 |
| 2   | 22 de abril de 1984 | Jalisco, Guadalajara     | Universidad de Guadalajara - Atlante |       | 0 - 5     | Primera División de México 1983-84 |

## Palmarés

### Campeonatos nacionales
| Título                     | Equipo      | País   | Año     |
| -------------------------- | ----------- | ------ | ------- |
| Segunda División de México | Tigres UANL | México | 1973-74 |
| Primera División de México | Cruz Azul   | México | 1978-79 |
| Primera División de México | Cruz Azul   | México | 1979-80 |

### Campeonatos internacionales
| Título            | Equipo  | Sede   | Año  |
| ----------------- | ------- | ------ | ---- |
| Copa de Campeones | Atlante | México | 1983 |

### Distinciones individuales
| Distinción                                                | Año     |
| --------------------------------------------------------- | ------- |
| Jugador Más Valioso de la final Cruz Azul vs. Tigres UANL | 1979-80 |
| Salón de la Fama de Cruz Azul                             | 2005    |

- Montoya es el único jugador del Cruz Azul en anotar tres goles en una serie final de la Primera División.
- Montoya es el único jugador del Cruz Azul en anotar un triplete en un mismo partido de Clásico Joven ante el América.
- Montoya es el cuarto jugador del Cruz Azul con más goles en una temporada de torneos largos (de Primera División) sólo por detrás de Carlos Hermosillo, Patricio Hernández y Horacio López Salgado, e igualado con Eladio Vera en 21 anotaciones.